# Черазелла
«Черазелла» («Cerasella») — італійська кінокомедія 1959 року, знята режисерами Раффаелло Матараццо, Уго Пірро і Енцо Бонагурою, з Клаудією Морі і Маріо Джиротті у головних ролях.

## Сюжет
Власниця невеликого пляжного кафе Черазелла зібралася заміж, але в останній момент передумала і втекла прямо з-під вінця. Втеча привела її на шикарну яхту, де відпочивали син мільйонера Бруно та його наречена Нора. Зустріч виявилася швидкоплинною. Незабаром весілля молодика відкладається через позицію його батька, який відмовив Бруно у спадщині. Норі він відразу ж стає не потрібен, і хлопець у відчаї вирушає куди очі дивляться, а саме — на пляж, де Черазелла приймає його на роботу рятівником.

## У ролях
- Клаудія Морі: Черазелла
- Маріо Джиротті: Бруно
- Луїджі Де Філіппо: Альфредо
- Алессандра Панаро: Нора
- Карло Крокколо: Джузеппе Марцано
- Фарфарелла: Нанніна
- Фаусто Чільяно: гітарист
- Франко Річчі: співак
- Маріо Каротенуто: батько Бруно
- Лія Дзоппеллі: мати Нори
- Луїджі Павезе: генерал Бруно Коша
- Сальваторе Коста: дядько Сальваторе
- Пеппіно Де Мартіно: капітан
- Тоні Анджелі: пікетувальник
- Карло Тарантіно: гравець на мандоліні
- Джина Маттароло: Розіна, тітка Альфредо
- Джанкарло Дзарфаті: Паскуаліно, дитина
- Альдо Тарантіно: Оресте, м'ясник
- Ріно Дженовезе: полковник

## Знімальна група
- Режисер: Раффаелло Матараццо, Уго Пірро, Енцо Бонагура
- Сценарій: Сандро Континенца, Раффаелло Матараццо, Діно Верде
- Продюсер: Джільберто Карбоне
- Оператор: Вацлав Віх
- Монтаж: Маріо Серандрей
- Композитор: Джорджо Фабор
- Художник: Альфредо Мелідоні
- Костюми: Марія Луїза Панаро
- Грим: Чезаре Гамбареллі